# Peugeot Typ 95
Der Peugeot Typ 95 ist ein frühes Automodell des französischen Automobilherstellers Peugeot, von dem 1907 im Werk Lille 30 Exemplare produziert wurden.
Die Fahrzeuge besaßen einen Vierzylinder-Viertaktmotor, der vorne angeordnet war und über Kette die Hinterräder antrieb. Der Motor leistete aus 9755 cm³ Hubraum 50 PS.
Es gab die Modelle 95 A und 95 B. Bei einem Radstand von 305 cm beim Modell 95 A bzw. 335,1 cm beim Modell 95 B betrug die Spurbreite 145 cm. Die Karosserieformen Grand Tourisme und Limousine boten Platz für vier Personen, der Sportwagen für zwei Personen.